# Bourgueticrinida
Bourgueticrinida is de naam die wel werd gegeven aan een groep van zeelelies in de rang van orde. De groep met deze naam wordt inmiddels verondersteld deel uit te maken van de haarsterren (Comatulida). De enige familie in deze orde, de Bathycrinidae, wordt daarom nu met onzekere positie in die orde geplaatst (Comatulida "incertae sedis").